# NGC 4696A
NGC 4696A је спирална галаксија у сазвежђу Кентаур која се налази на NGC листи објеката дубоког неба.
Деклинација објекта је - 41° 29' 51" а ректасцензија 12h 46m 55,5s. Привидна величина (магнитуда) објекта NGC 4696 износи 13,6 а фотографска магнитуда 14,4. NGC 4696A је још познат и под ознакама ESO 322-77, MCG -7-26-43, DCL 197, IRAS 12441-4113, PGC 43120.